# Grewia tenax
Espèce
Classification phylogénétique
Grewia tenax, ou Grewia populifolia, Chadara betulaefolia, Chadara erythraea, Chadara tenax, est une espèce de plantes du genre Grewia et de la famille des tiliacées.
Elle comprend la sous-espèces suivante :
- Grewia tenax subsp. makranica (Rech.f. & Esfand.) Browicz.